# Королевские регалии Португалии

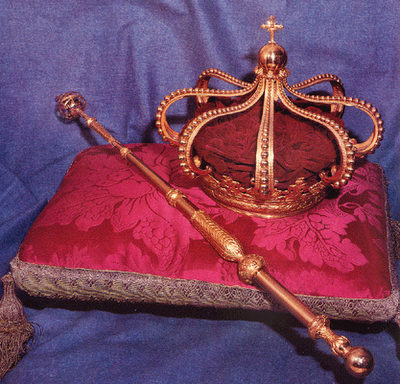
Корона Жуана VI и скипетр с армиллярной сферой; экспозиция во дворце Ажуда.

Королевские регалии Португалии (порт. Joias da Coroa Portuguesa) — включают символы монаршей власти, одежды и драгоценности, принадлежавшие монархам Португалии в период португальской монархии. За восемь веков истории Португалии в стране сменилось пять династий, а королевские регалии много раз утрачивались и восстанавливались. Большая часть набора королевских регалий, существующего в настоящее время, создана во время правления королей Жуана VI (1767—1826) и Луиша I (1838—1889).

## История

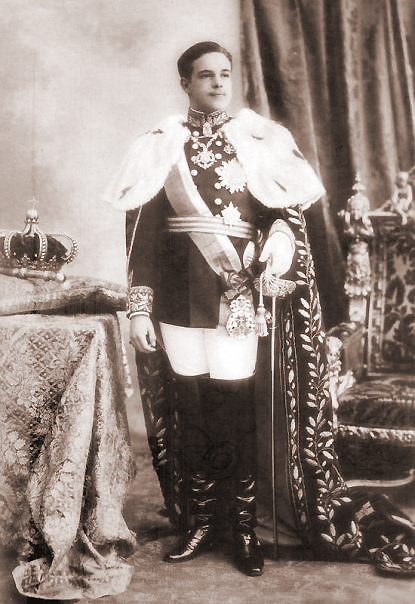
Король Мануэл II, одетый в мантию Луиша I с короной Жуана VI.

К середине XVI века португальский монарх был одним из самых могущественных правителей в мире, и обладал соответствующим набором регалий. Значительный урон сокровищам короны нанёс династический кризис 1580 года, когда португальцы, чтобы избежать перехода португальской короны к испанскому королю Филиппу II, провозгласили приора мальтийских рыцарей в Португалии, Антонио из Крату, королём Антонио I. Но уже через 20 дней Антонио I был разгромлен герцогом Альбой при Алькантаре и был вынужден бежать на Азорские острова. После этого до конца своей жизни (1595 год) дон Антонио безуспешно пытался вернуть себе португальский трон. Так,
в начале 1581 года он посетил Францию, где пытался договориться о союзе против Испании с Екатериной Медичи, которой продал часть драгоценностей короны, в том числе многие ценные алмазы. После этого дон Антонио предпринимал ещё ряд попыток вернуть себе португальский трон, но все они окончились неудачей, и остаток жизни он провёл в Париже, где жил на средства, вырученные от распродажи сокровищ португальской короны. Последний и лучший алмаз португальской короны, Санси, приобрёл Николя Санси, от которого алмаз перешёл к герцогу де Сюлли, а от герцога, в свою очередь, вошёл в состав королевских регалий Франции.
Во время португальской войны за независимость (1637—1668), король Жуан IV продал часть драгоценностей португальской короны для финансирования войны с Испанией, а в 1646 году посвятил королевскую корону Португалии Деве Марии, провозгласив её королевой и покровительницей народа Португалии. После этого акта португальские монархи никогда не носили корону, корона оставалась лишь символом монаршей власти.
В 1755 году в результате катастрофического землетрясения был разрушен Лиссабон, включая тогдашнюю королевскую резиденцию — дворец Рибейра, при этом большая часть королевский регалий была уничтожена или разграблена.
Восстановлением королевских регалий занялся король Жуан VI, правивший в 1816—1826 годах. Королевские ювелиры под руководством Антонио Гомеса да Силва изготовили новый набор регалий, включая корону и скипетр, а также множество ювелирных изделий. Набор, изготовленный при Жуане VI, составляет большую часть из ныне существующих королевских регалий Португалии.
После того как Мария Пиа Савойская в 1862 году стала королевой-консортом Португалии, её муж, король Луиш I по настоянию супруги заказал изготовление многих ювелирных изделий, включая новую королевскую мантию.
После революции 1910 года и провозглашения первой Португальской Республики король Мануэл II и его семья отправились в изгнание. Поскольку у них было очень мало времени на сборы, Амелия Орлеанская (мать Мануэла II) и королева-мать Мария Пиа Савойская сумели взять с собой лишь часть личных драгоценностей. Личные драгоценности королевской семьи, которые остались в Португалии, были переданы в фонд Браганса. Находясь в эмиграции, Амелия Орлеанская продала некоторые из своих драгоценностей, в частности знаменитую Звёздную диадему, американской светской львице Барбаре Хаттон. Оставшиеся драгоценности Амелии Орлеанской частично перешли членам королевской семьи, жившим во Франции, частично переданы в фонд Браганса.
Ныне живущие представители дома Браганса имеют набор драгоценностей, который разделён на две части. В первую часть входят драгоценности, которые Дуарте Пиу, нынешний глава дома Браганса, унаследовал от своей матери, герцогини Марии-Франсиски Орлеанской-Браганса, правнучки императора Бразилии Педру II и праправнучки короля Португалии Педру IV. Вторую часть составляют являются драгоценности, которые принадлежат фонду Браганса. Эти драгоценности не являются личной собственностью герцога Дуарте Пиу и его супруги Исабель, но находятся в их распоряжении.
В 2002 году, во время выставки Сокровищ европейских монархий в Гааге, большая часть драгоценностей португальской короны была украдена из музея Музеон. После проведённого расследования экспонаты найдены не были, и голландское правительство выплатило Португалии компенсацию в 6 миллионов евро.
Королевские регалии, оставшиеся в стране, хранятся в защищённом хранилище в Лиссабоне, во дворце Ажуда. Экспозиция с драгоценностями закрыта для доступа посетителей и демонстрируется только на специальных мероприятиях.

## Сохранившиеся регалии
Наиболее известные из сохранившихся королевских регалий Португалии изготовлены при правлении Жуана VI и Луиша I и включают в себя следующие предметы.

### Корона Жуана VI
Корона Жуана VI — важнейшая часть королевских регалий Португалии. Уникальной особенностью короны является то, что она изготовлена из чистого золота и красного бархата, без единого драгоценного камня, что нехарактерно для европейских корон того времени. Корона была сделана в 1817 году для коронации короля Жуана VI в мастерской королевского ювелира, Дона Антонио Гомеса да Силва, в Рио-де-Жанейро.

### Скипетр с армиллярной сферой
Скипетр с армиллярной сферой был изготовлен для коронации короля Жуана VI, носившего в то время титул «король Соединённого королевства Португалии, Бразилии и Алгарве». Скипетр украшен армиллярной сферой — важным элементом португальской геральдики с XV века, одним из символом Соединенного Королевства Португалии, Бразилии и Алгарве. Сделан в мастерской королевского ювелира, Дона Антонио Гомеса да Силва, в Рио-де-Жанейро.

### Мантия Жуана VI
Мантия Жуана VI — королевская мантия, изготовленная для коронации короля Жуана VI. Сшита в Португалии, хотя двор короля Жуана VI находился в Бразилии. Использовалась только Жуаном VI.

### Скипетр Дракона
Скипетр Дракона, известный также как Скипетр Короны и Конституции (порт. Ceptro do Dragão; Ceptro da Coroa e da Carta Constitucional), был изготовлен в 1828 году в Лондоне для коронации королевы Марии II. На этот скипетр нанесено много символов, относящихся к конституции Португалии 1826 года, когда Португалия стала конституционной монархией.

### Мантия Луиша I
Мантия Луиша I — королевская мантия, изготовленная для коронации короля Луиша I. Изготовлена в Португалии и несет много символов королевства Португалии. Первоначально изготовлена для Луиша I, впоследствии использовалась всеми остальными монархами Португалии.

### Звёздная диадема
Звёздная диадема была изготовлена в 1863 году по желанию супруги короля Луиша I, королевы Марии Пиа Савойской. Изготовлена королевским ювелиром Эстебау де Соуса в Лиссабоне.

### Звёздное ожерелье
Звёздное ожерелье было изготовлено в 1865 году по желанию супруги короля Луиша I, королевы Марии Пиа Савойской.

## Галерея

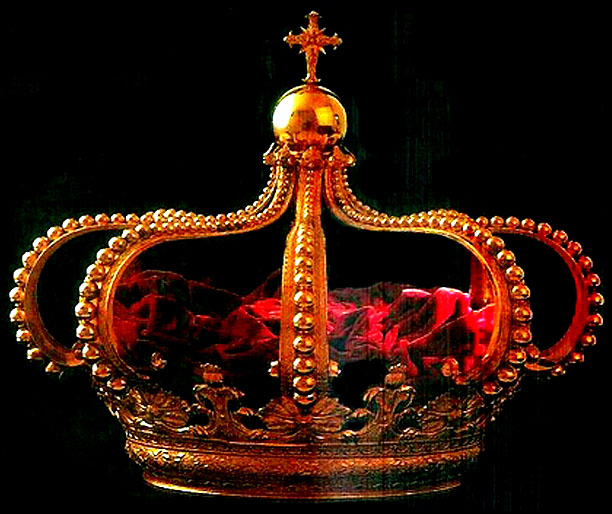
Корона Жуана VI
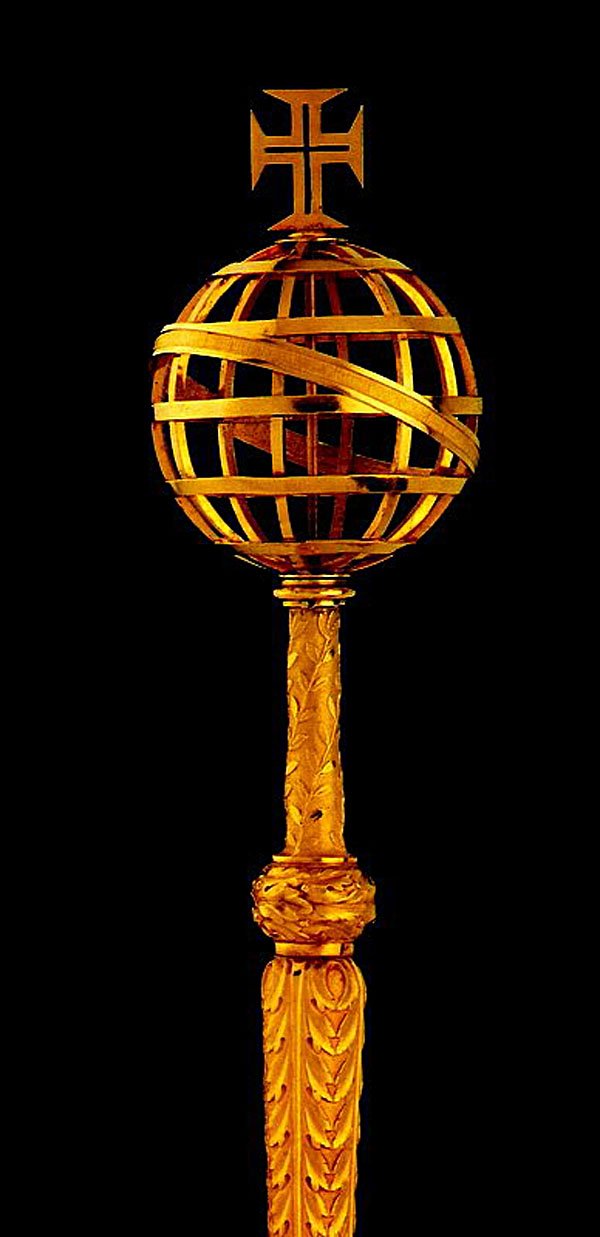
Скипетр с армиллярной сферой
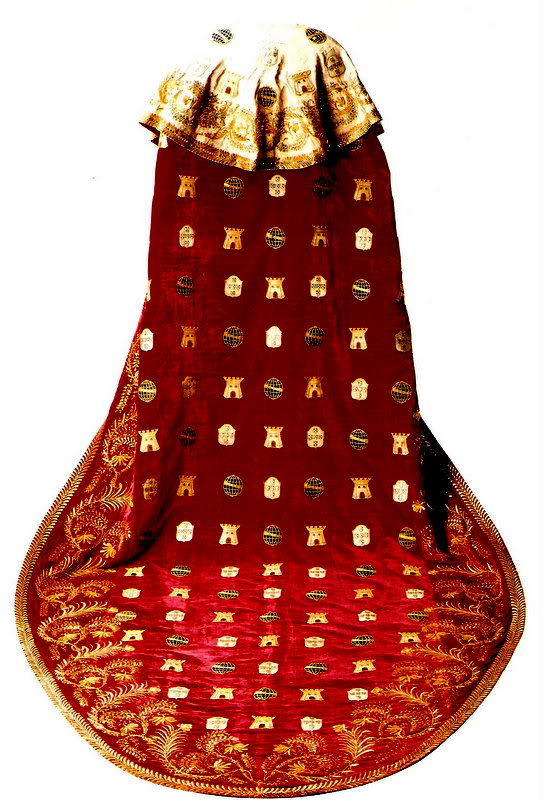
Мантия Жуана VI
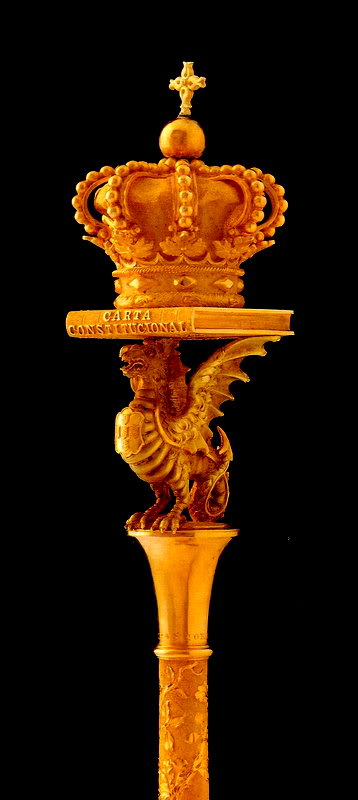
Скипетр Дракона
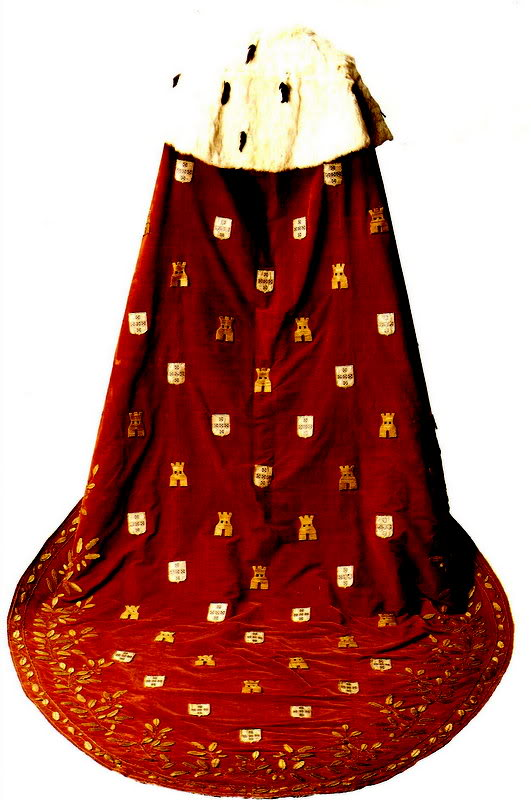
Мантия Луиша I
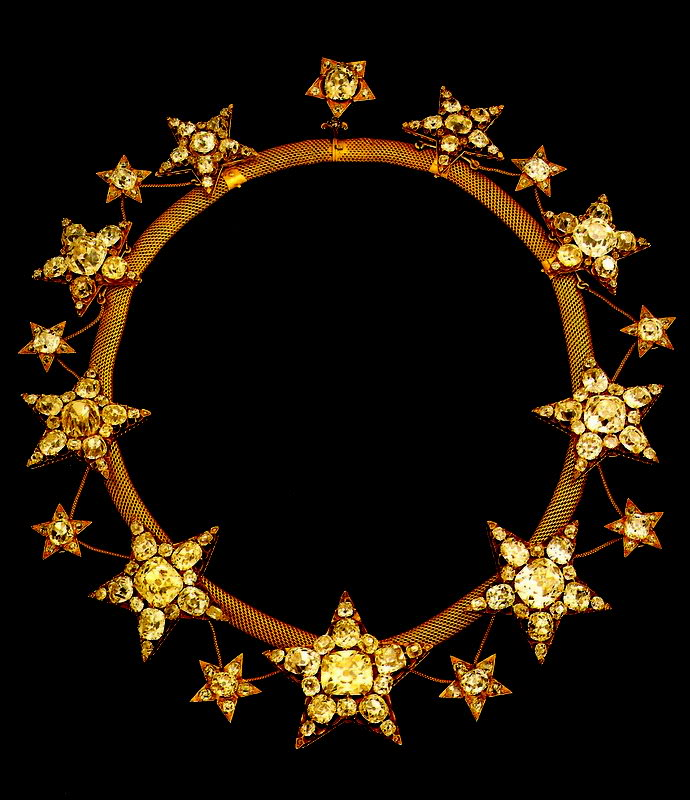
Звёздное ожерелье
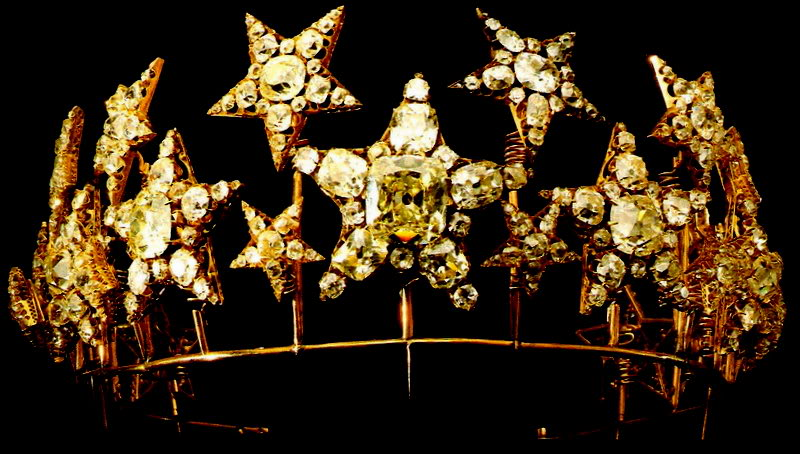
Звёздная диадема